# Cattedrale dei Santi Simone e Giuda
La cattedrale dei Santi Simone e Giuda (in inglese: Cathédrale Saints-Simon-et-Jude de Phoenix) è il principale luogo di culto cattolico di Phoenix, in Arizona, e sede della diocesi di Phoenix.

## Storia
La parrocchia è stata istituita da monsignor Daniel James Gercke il 15 maggio 1953, quando la città era ancora parte della diocesi di Tucson. La chiesa è stata dedicata l'11 dicembre 1966 e divenne cattedrale contestualmente alla creazione della diocesi di Phoenix nel 1969, sotto il pontificato di Paolo VI.
Di fronte alla cattedrale è stata innalzata una grande croce posta su una cupola che copre l'altare temporaneo in cui papa Giovanni Paolo II ha celebrato la messa durante la sua visita a Phoenix il 14 settembre 1987.

## Galleria d'immagini

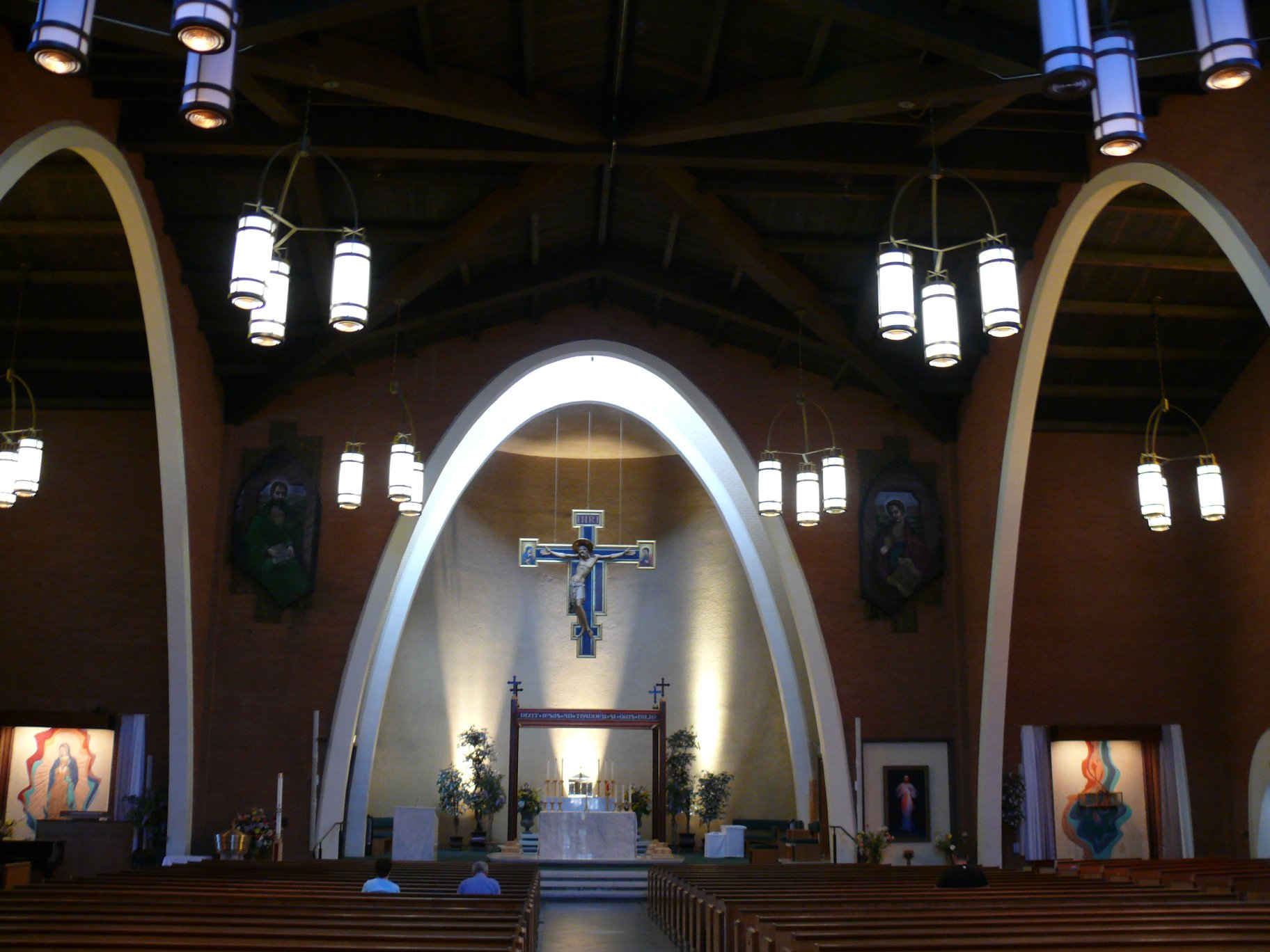
Navata
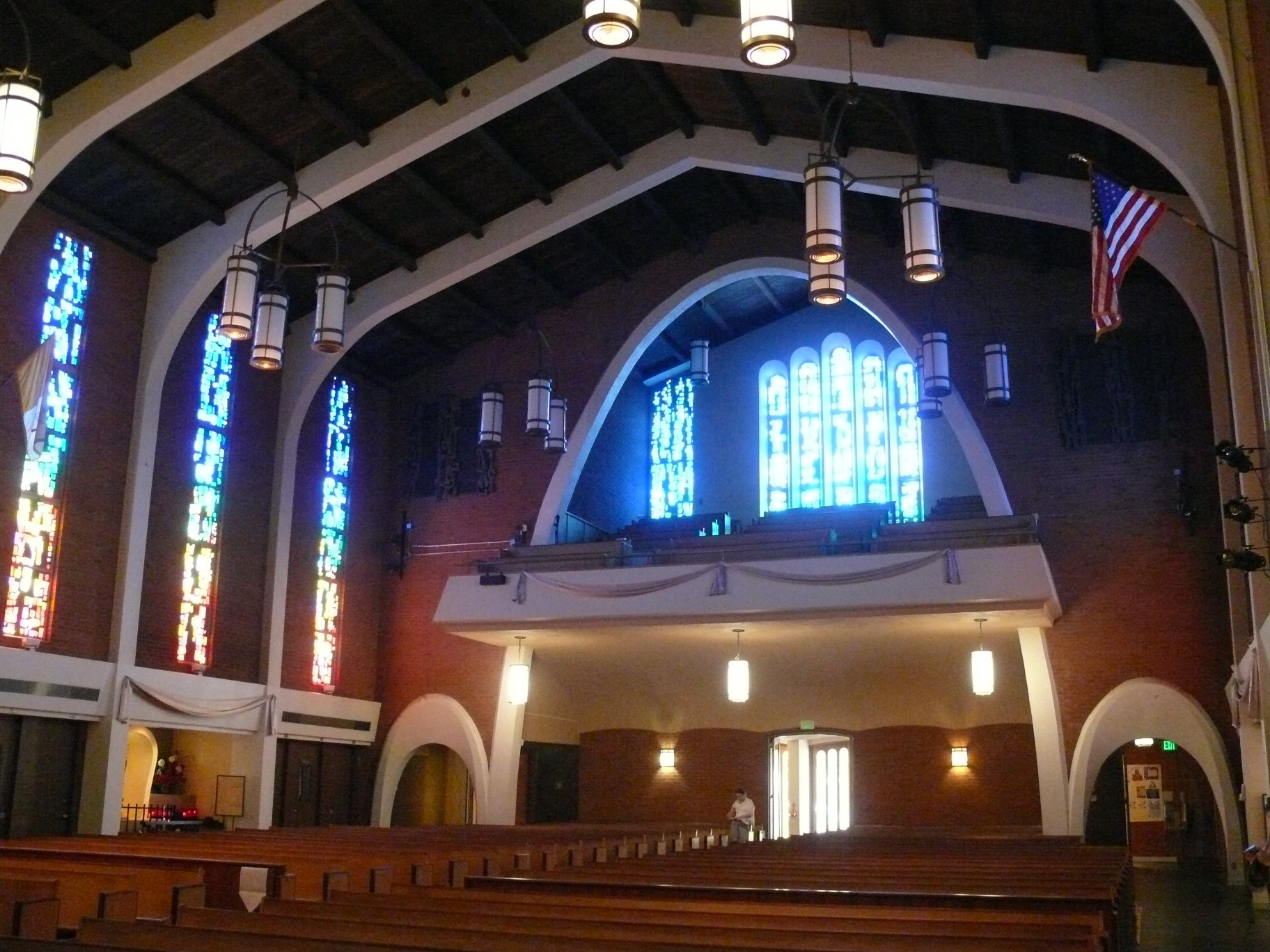
Navata
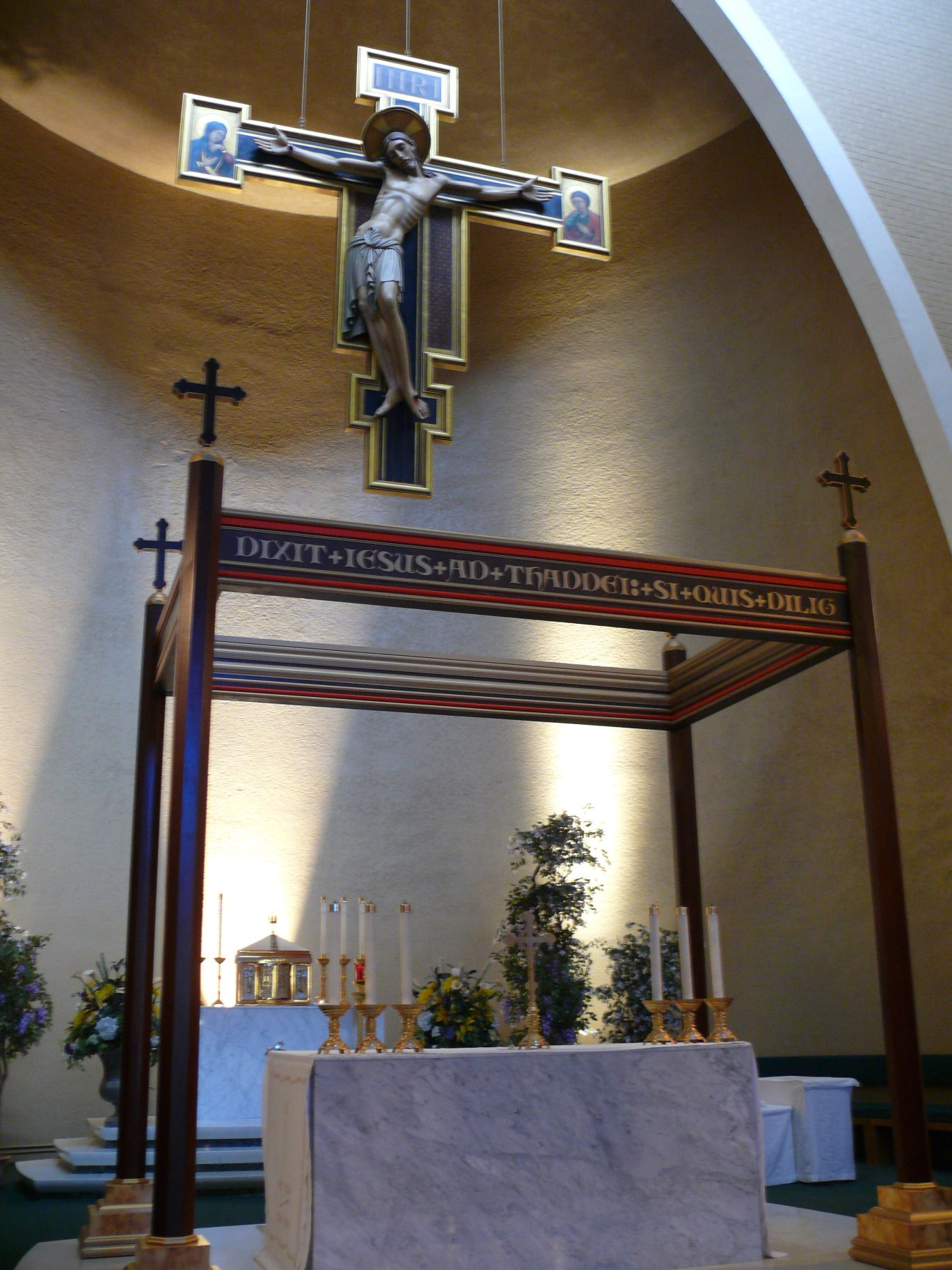
Coro
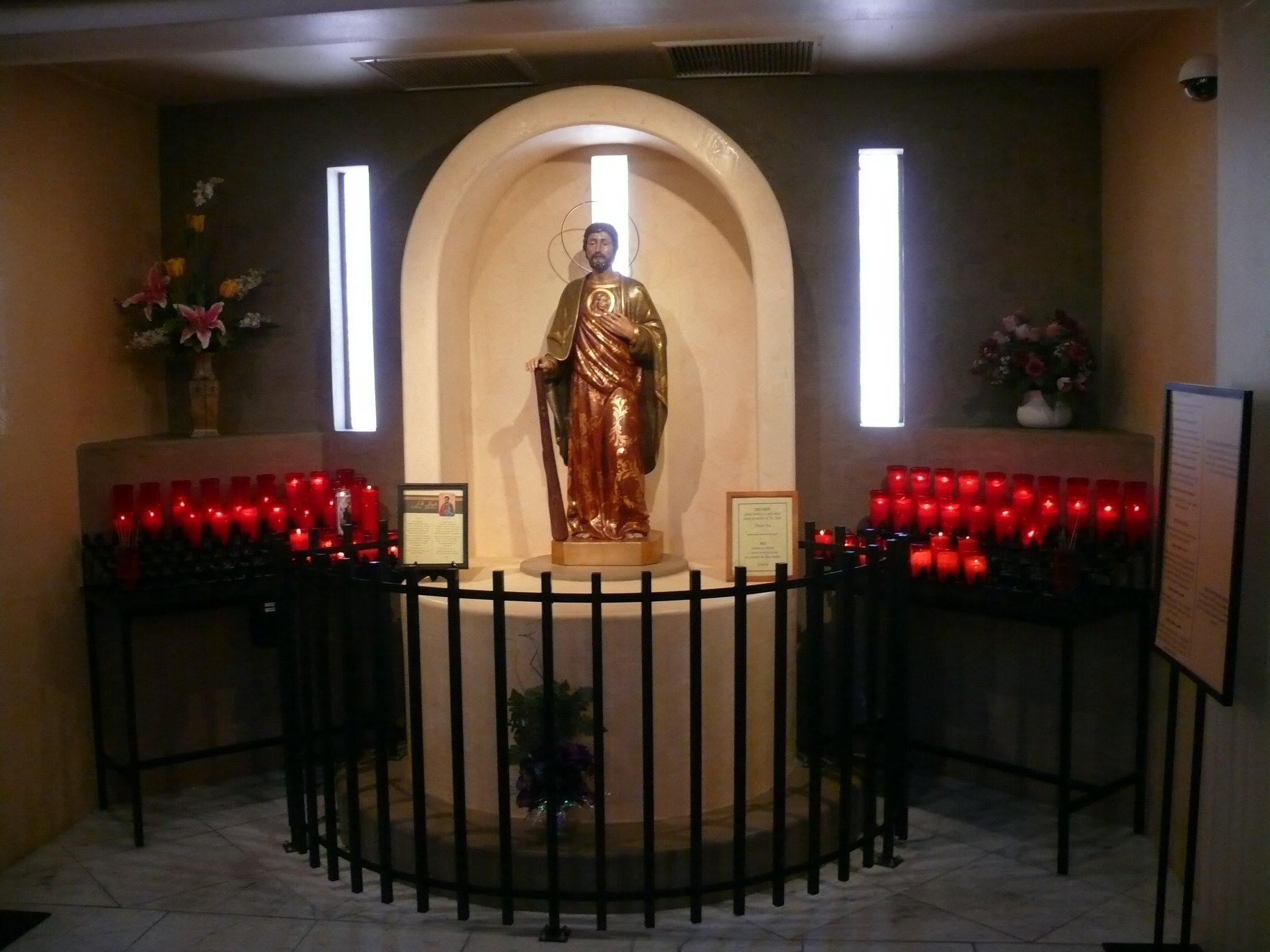
Cappella di Nostra Signora di Gadalupe